# Epicallima
Epicallima is een geslacht van vlinders van de familie sikkelmotten (Oecophoridae).

## Soorten
- E. bruandella (Ragonot, 1889)
- E. formosella

Appelmolmboorder (Denis & Schiffermüller, 1775)
- E. gerasimovi (Lvovsky, 1984)
- E. icterinella (Mann, 1867)
- E. mercedella (Staudinger, 1859)
- E. mikkolai (Lvovsky, 1995)